# Station Działoszyce
Station Działoszyce is een spoorwegstation in de Poolse plaats Działoszyce.